# I prigionieri della torre
I prigionieri della torre (A Night in Terror Tower) è il ventisettesimo libro della serie horror per ragazzi Piccoli brividi, ideata dallo scrittore statunitense R. L. Stine.

## Trama
Due fratelli, Eddie e Sue, si trovano in Inghilterra con i loro genitori, e mentre quest'ultimi si ritrovano in una conferenza all'hotel, i ragazzi scorrazzano per Londra insieme a un gruppo organizzato. Quando la guida chiede al gruppo se preferissero la torre del terrore o un altro museo, Ed propone la torre del terrore, nonostante sia molto fifone. Quando arrivano alla torre, Sue avverte una strana sensazione, come se fosse già stata lì, ma poi si convince che ciò non possa essere possibile. Quando sono nella torre più alta, la guida narra la storia di due principi orfani che sono stati rinchiusi lì per essere uccisi dallo zio...
Distraendosi, Sue ed Eddie non trovano più il gruppo, e iniziano a scendere le scale, quando incontrano un tizio strano che dice che devono andare con lui. I due fratelli, convinti che si stia sbagliando, scappano e riescono a raggiungere l'hotel dove sono i genitori. Quando arrivano in hotel, notano che il tassista che li ha portati lì non accetta le monete che Sue gli sta porgendo. Entrano nell'hotel e quando il ragazzo alla reception chiede i loro dati, si accorgono di non ricordarsi nulla della loro identità.
Purtroppo, vengono raggiunti dal tizio che avevano visto alla torre, che li porta indietro nel tempo grazie a tre sassi particolari. Lì scoprono qualcosa che li sconvolge: i due ragazzi si rendono conto di provenire da un tempo remoto, praticamente medioevale. Una volta catapultati nel passato, fra mille peripezie faranno i conti col vendicatore nero, che dà ancora loro la caccia. Riusciranno a prevalere e a tornare nella loro epoca?

## Film
Da questo libro è stato tratto anche un episodio, diviso in due parti. Ma rispetto al libro, l'episodio presenta alcune differenze:
- Mentre nel libro, quando tornano con il gruppo, Ed e Sue chiedono alla guida cosa è successo ai due piccoli principi, nell'episodio non ne viene fatta parola.
- Nel libro, i due fratelli chiamano il taxi fuori dalla torre e il tassista è un giovane ragazzo mentre nell'episodio il taxi passa direttamente davanti alla torre e il tassista è un uomo anziano.
- Nel libro non viene fatta parola che il custode chiami la polizia, mentre nell'episodio accade.

## Edizioni
- R. L. Stine, I prigionieri della torre, traduzione di Alessandra Padoan, collana Piccoli brividi, Arnoldo Mondadori Editore, 1997,  p. 160, ISBN 88-04-42399-4.